# Ophiomyia fida
Ophiomyia fida este o specie de muște din genul Ophiomyia, familia Agromyzidae, descrisă de Spencer în anul 1981.
Este endemică în California. Conform Catalogue of Life specia Ophiomyia fida nu are subspecii cunoscute.